# Žepa (Rogatica)
Pour les articles homonymes, voir Žepa.
Žepa (en serbe cyrillique : Жепа) est un village de Bosnie-Herzégovine. Il est situé dans la municipalité de Rogatica et dans la république serbe de Bosnie. Selon les premiers résultats du recensement bosnien de 2013, il compte 163 habitants.

## Démographie

### Répartition de la population par nationalités (1991)
En 1991, le village comptait 462 habitants, répartis de la manière suivante :

### Communauté locale
En 1991, la communauté locale de Žepa comptait 2 440 habitants, répartis de la manière suivante :